# Creedia haswelli
Creedia haswelli és una espècie de peix de la família dels creédids i de l'ordre dels perciformes.

## Descripció
El cos, semblant morfològicament al d'una anguila, fa 7,5 cm de llargària màxima. 12-15 radis tous a l'única aleta dorsal, 27-28 a l'anal, 13-15 a les pectorals i 4-5 a les pelvianes. 1 espina a les aletes pelvianes. 42-45 vèrtebres. Línia lateral no interrompuda i amb 42-44 escates.

## Alimentació
El seu nivell tròfic és de 3,24.

## Hàbitat i distribució geogràfica
És un peix marí, demersal (entre 27 i 200 m de fondària) i de clima subtropical, el qual viu a la conca Indo-Pacífica: és un endemisme de les aigües costaneres de fons sorrencs de la plataforma continental del sud d'Austràlia (Nova Gal·les del Sud, Austràlia Meridional, Tasmània, Victòria i Austràlia Occidental, incloent-hi l'estret de Bass i la Gran Badia Australiana).

## Observacions
És inofensiu per als humans i el seu índex de vulnerabilitat és baix (10 de 100).